# Demorest Glacier
Demorest Glacier är en glaciär i Antarktis. Den ligger i Västantarktis. Argentina, Chile och Storbritannien gör anspråk på området. Demorest Glacier ligger 23 meter över havet.
Terrängen runt Demorest Glacier är varierad. Demorest Glacier ligger nere i en dal. Trakten är obefolkad. Det finns inga samhällen i närheten.